# هان بو روم
هان بو روم (بالكورية: 한보름)‏ هي ممثلة كورية جنوبية. ولدت يوم 12 فبراير 1987 في سول في كوريا الجنوبية.

## روابط خارجية
- هان بو ريوم على موقع IMDb (الإنجليزية)
- هان بو ريوم على موقع قاعدة بيانات الفيلم (الإنجليزية)